# 법무법인 서정
법무법인 서정(Sojong Partners)은 대한민국 로펌 중의 하나이다. 설립연도는 1999년이고 처음에는 서정법률사무소 형태로 출발하여 2002년에 법무법인으로 전환하였다. 진념 전 대한민국 재정경제부장관이 해당 로펌의 고문을 맡고 있다. 주사무소는 서울시 강남구 역삼동 강남파이낸스센터(구 스타타워)에 위치하고 있으며, 한국과 미국의 변호사 및 회계사, 세무사, 변리사, 법무사를 포함한 100여명의 인력이 근무중이다.

2010년 1월 주택금융공사는 주택저당증권의 발행과 모기지론 채권보유 지원업무를 도와줄 법률자문기관으로 해당 로펌을 선정하였다.

## 업무 분야
- 기업법무
- M&A [Mergers and Acquisitions]
- 구조조정
- 증권,금융
- 프로젝트 파이낸싱
- 공정거래
- 노동
- 보험
- 운송
- 세무
- 국제거래
- 외국인투자
- 외국환거래
- 민형사소송
- 행정소송
- 헌법소송
- 중재
- 지식재산권
- 공증
- 등기

### 언론 보도
- '우리 로펌은 지금'[깨진 링크(과거 내용 찾기)]
- 법무법인 서정 이흥복 대표변호사[깨진 링크(과거 내용 찾기)]
- 김용철 변호사 전 법무법인 상대 소송 패소[깨진 링크(과거 내용 찾기)]
- 폭시(한창희) 소속사 이탈 사건 한창희 측 변호 담당